# Municipio de Santiago Tilantongo
El municipio de Santiago Tilantongo es uno de los 570 municipios del estado mexicano de Oaxaca. Su cabecera es la localidad de Santiago Tilantongo. En su territorio se encuentra la Zona arqueológica de Monte Negro.

## Geografía
El municipio de Santiago Tilantongo colinda al norte con los municipios de San Pedro Tidaá, San Francisco Nuxaño y San Miguel Tecomatlán; al oeste con los municipios de San Juan Diuxi, San Miguel Achiutla y San Bartolomé Yucuañe; al sur con los municipios de Santa María Tataltepec y San Mateo Sindihui; y al este con los municipios de Yutanduchi de Guerrero, Magdalena Jaltepec y San Francisco Jaltepetongo.

## Localidades
El municipio de Santiago Tilantongo cuenta con 24 localidades.
| Localidad                | Población (2020) |
| ------------------------ | ---------------- |
| Santiago Tilantongo      | 519              |
| Guadalupe Hidalgo        | 232              |
| San Martín de las Palmas | 219              |

## Gobierno
El municipio de Santiago Tilantongo se rige mediante el sistema de usos y costumbres.
| Localidad                 | Localidad |
| ------------------------- | --------- |
| Eleazar Pedro Santiago    | 1999-2001 |
| Evencio Pedro Cruz        | 2002-2004 |
| Roberto Santiago Nicolás  | 2005-2007 |
| Nazario Pedro Pedro       | 2008-2010 |
| Enrique Martín López José | 2011-2013 |
| Joaquín Fidel Cruz Pablo  | 2013-2016 |
| Hilda Santos Pedro        | 2017-2019 |
| Roberto Santiago Nicolás  | 2020-2022 |
| Fortino Vicente Cruz      | 2023-2025 |